# Налу

Гвинея

Налу́ — народ, проживающий на территории Гвинеи. (Калинина 1994: с.28)
Их численность примерно составляет 12 тыс. человек, а на пограничных районах Гвинеи — Бисау — 5 тыс. человек.
Они говорят на языке налу, относящийся к западноатлантической группе нигеро-кордофанской семьи. (Маршак 2007: 365)
Ещё с конца XIX века идёт активная метисация и языковая ассимиляция налу соседними народами мандинго, особенно — сусу.(Калинина 1994: с. 28)
Несколько веков назад налу были оттеснены наступавшими с севера сусу и фульбе в районы современного проживания.

## Религия
Большая часть народа налу придерживается традиционных верований, есть мусульмане — сунниты и христиане.

## История
Налу вместе с родственными народами были оттеснены несколько веков назад  сусу и фульбе в районы современного проживания. Правившие на побережье вожди контролировали конечные пункты торговых путей из глубины континента. В XVI—XIX веках были главными посредниками в торговле между европейскими купцами и населением внутренних районов. Находились в зависимости от мусульманских правителей нагорья Фута-Джалон. (Бромлей, Арутюнов 1988: 319)

## Занятие
Основное занятие народа налу — ручное земледелие. Хорошо развито собирательство плодов кокосовой и масличной пальм, орехов кола, на побережье — рыболовство, в заболоченных прибрежных районах в сухой сезон большое значение имела добыча соли при помощи выпаривания её из морской воды. (Ткаченко, Исаева 1990: с.15)
Жилища налу — небольшие круглые наземные хижины с коническими крышами из соломы и листьев.

## Семья
Как правило, семья большая, патриархальная, часто полигинная. Иногда несколько деревень образуют союз, который управляется верховным вождём («королём»). У Налу существуют тайные союзы, самый известный — Поро, мужской, он также действует среди многих других соседних народов. Ещё один тайный союз — Матиоли. Имело очень значительное влияние на общественно-политическую жизнь в 1 пол. XX века, позже существенно ослабло.